# Liene
Liene is een Belgisch bier. Het wordt gebrouwen door ‘t Hofbrouwerijke te Beerzel in opdracht van Brouwerij Het Nest uit Turnhout.

## Achtergrond
Liene wordt gebrouwen op vraag van Dirk Appels, eigenaar van biercafé “In den Spytighen Duvel” te Turnhout. Hij bestelde het bier omdat hij in 2011 tien jaar eigenaar van de zaak was. Het is daar ook exclusief verkrijgbaar.
Het bier werd ontwikkeld in de eigen kleine brouwinstallatie van brouwerij Het Nest. Op 3 april 2011 werd het voor het eerst gebrouwen voor productie in ‘t Hofbrouwerijke. Op 18 juni werd het gelanceerd.
De naam van het bier is de naam van het eerste kleinkind van Dirk Appels.

## Het bier
Liene is een amberkleurige tripel met een alcoholpercentage van 7% en een densiteit van 15° Plato. Het is gemaakt op basis van 3 granen: gerst, tarwe en haver.